# Sporophile crassirostre
Sporophila crassirostris
Espèce
Statut de conservation UICN

 LC  : Préoccupation mineure
Le Sporophile crassirostre (Sporophila crassirostris) est une espèce de passereaux appartenant à la famille des Thraupidae.
Le nom crassirostre désigne son bec épais particulier, que l'on retrouve uniquement chez le Géospize crassirostre.

## Répartition
Cet oiseau vit au nord et à l'est de la Colombie, au Venezuela, au Guyana, au Suriname, en Guyane française, au Brésil, au nord-est du Pérou et à Trinité et Tobago.

## Habitat
Cette espèce peuple les marais d'eau douce et les fourrés ripariens jusqu'à 500 m d'altitude.